# Anopheles laneanus
Anopheles laneanus is een muggensoort uit de familie van de steekmuggen (Culicidae). De wetenschappelijke naam van de soort is voor het eerst geldig gepubliceerd in 1944 door Corrêa & Cerqueira.